# Gran Premio motociclistico di Gran Bretagna 2017
Il Gran Premio motociclistico di Gran Bretagna 2017 è stato la dodicesima prova del motomondiale del 2017, quarantunesima edizione di questo GP corso con questa specifica denominazione.

## MotoGP
Andrea Dovizioso con la Ducati Desmosedici vince la gara, per il pilota italiano si tratta della quarta vittoria stagionale, quindicesima della sua carriera nel motomondiale (sesta in MotoGP). Dietro al pilota italiano giungono i due piloti del team Movistar Yamaha, con Maverick Viñales al secondo posto e Valentino Rossi al terzo.
Ritiratosi Marc Márquez a causa della rottura del motore della sua Honda RC213V, Dovizioso, con i 25 punti conquistati in questa gara, si porta in testa alla graduatoria mondiale con 183 punti, scende al secondo posto Márquez fermo a 174 punti, con Viñales terzo a 170.
Dal punto di vista statistico, la vittoria di Dovizioso è la centesima per un pilota di nazionalità italiana nella classe MotoGP.

### Arrivati al traguardo
| Pos. | Nº | Pilota           | Squadra                     | Motocicletta       | Giri | Tempo     | Griglia | Punti |
| ---- | -- | ---------------- | --------------------------- | ------------------ | ---- | --------- | ------- | ----- |
| 1º   | 4  | Andrea Dovizioso | Ducati Team                 | Ducati Desmosedici | 20   | 40'45.496 | 6º      | 25    |
| 2º   | 25 | Maverick Viñales | Movistar Yamaha             | Yamaha YZR-M1      | 20   | +0.114    | 4º      | 20    |
| 3º   | 46 | Valentino Rossi  | Movistar Yamaha             | Yamaha YZR-M1      | 20   | +0.749    | 2º      | 16    |
| 4º   | 35 | Cal Crutchlow    | LCR Honda                   | Honda RC213V       | 20   | +1.679    | 3º      | 13    |
| 5º   | 99 | Jorge Lorenzo    | Ducati Team                 | Ducati Desmosedici | 20   | +3.508    | 5º      | 11    |
| 6º   | 5  | Johann Zarco     | Monster Yamaha Tech 3       | Yamaha YZR-M1      | 20   | +7.001    | 8º      | 10    |
| 7º   | 26 | Dani Pedrosa     | Repsol Honda                | Honda RC213V       | 20   | +10.944   | 7º      | 9     |
| 8º   | 45 | Scott Redding    | Octo Pramac Racing          | Ducati Desmosedici | 20   | +13.627   | 11º     | 8     |
| 9º   | 42 | Álex Rins        | Suzuki Ecstar               | Suzuki GSX-RR      | 20   | +15.661   | 12º     | 7     |
| 10º  | 19 | Álvaro Bautista  | Pull&Bear Aspar             | Ducati Desmosedici | 20   | +25.279   | 13º     | 6     |
| 11º  | 44 | Pol Espargaró    | Red Bull KTM Factory Racing | KTM RC16           | 20   | +30.336   | 10º     | 5     |
| 12º  | 53 | Esteve Rabat     | EG 0,0 Marc VDS             | Honda RC213V       | 20   | +31.609   | 21º     | 4     |
| 13º  | 17 | Karel Abraham    | Pull&Bear Aspar             | Ducati Desmosedici | 20   | +31.945   | 19º     | 3     |
| 14º  | 8  | Héctor Barberá   | Reale Avintia Racing        | Ducati Desmosedici | 20   | +33.567   | 15º     | 2     |
| 15º  | 76 | Loris Baz        | Reale Avintia Racing        | Ducati Desmosedici | 20   | +33.901   | 20º     | 1     |
| 16º  | 43 | Jack Miller      | EG 0,0 Marc VDS             | Honda RC213V       | 20   | +43.012   | 16º     |       |
| 17º  | 38 | Bradley Smith    | Red Bull KTM Factory Racing | KTM RC16           | 20   | +48.683   | 18º     |       |

### Ritirati
| Nº | Pilota          | Squadra                     | Motocicletta       | Giri | Griglia |
| -- | --------------- | --------------------------- | ------------------ | ---- | ------- |
| 41 | Aleix Espargaró | Aprilia Racing Team Gresini | Aprilia RS-GP      | 18   | 9º      |
| 9  | Danilo Petrucci | Octo Pramac Racing          | Ducati Desmosedici | 17   | 17º     |
| 29 | Andrea Iannone  | Suzuki Ecstar               | Suzuki GSX-RR      | 17   | 14º     |
| 93 | Marc Márquez    | Repsol Honda                | Honda RC213V       | 13   | 1º      |
| 22 | Sam Lowes       | Aprilia Racing Team Gresini | Aprilia RS-GP      | 5    | 22º     |

### Non partito
| Nº | Pilota       | Squadra               | Motocicletta  |
| -- | ------------ | --------------------- | ------------- |
| 94 | Jonas Folger | Monster Yamaha Tech 3 | Yamaha YZR-M1 |

## Moto2
Prima vittoria stagionale per Takaaki Nakagami del team Idemitsu Honda Team Asia, il pilota giapponese realizza così la personale seconda vittoria nel motomondiale, ottenne la sua prima vittoria in occasione del GP d'Olanda del 2016. Al secondo posto si classifica Mattia Pasini, autore della pole position, con Franco Morbidelli che realizza il giro veloce della gara e conclude terzo.
Lo stesso Morbidelli si conferma primo nel mondiale, portandosi a 223 punti, con Thomas Lüthi (quarto in questa gara) secondo con 194.

### Arrivati al traguardo
| Pos. | Nº | Pilota              | Squadra                    | Motocicletta       | Giri | Tempo     | Griglia | Punti |
| ---- | -- | ------------------- | -------------------------- | ------------------ | ---- | --------- | ------- | ----- |
| 1º   | 30 | Takaaki Nakagami    | Idemitsu Honda Team Asia   | Kalex Moto2        | 18   | 38'20.883 | 4º      | 25    |
| 2º   | 54 | Mattia Pasini       | Italtrans Racing           | Kalex Moto2        | 18   | +0.724    | 1º      | 20    |
| 3º   | 21 | Franco Morbidelli   | EG 0,0 Marc VDS            | Kalex Moto2        | 18   | +2.678    | 3º      | 16    |
| 4º   | 12 | Thomas Lüthi        | CarXpert Interwetten       | Kalex Moto2        | 18   | +4.645    | 9º      | 13    |
| 5º   | 42 | Francesco Bagnaia   | SKY Racing Team VR46       | Kalex Moto2        | 18   | +9.515    | 11º     | 11    |
| 6º   | 24 | Simone Corsi        | Speed Up Racing            | Speed Up SF7       | 18   | +9.955    | 10º     | 10    |
| 7º   | 62 | Stefano Manzi       | SKY Racing Team VR46       | Kalex Moto2        | 18   | +10.402   | 14º     | 9     |
| 8º   | 44 | Miguel Oliveira     | Red Bull KTM Ajo           | KTM Moto2          | 18   | +10.463   | 8º      | 8     |
| 9º   | 41 | Brad Binder         | Red Bull KTM Ajo           | KTM Moto2          | 18   | +10.762   | 20º     | 7     |
| 10º  | 77 | Dominique Aegerter  | Kiefer Racing              | Suter MMX2         | 18   | +11.454   | 6º      | 6     |
| 11º  | 10 | Luca Marini         | Forward Racing             | Kalex Moto2        | 18   | +12.787   | 5º      | 5     |
| 12º  | 97 | Xavi Vierge         | Tech 3 Racing              | Tech 3 Mistral 610 | 18   | +13.022   | 13º     | 4     |
| 13º  | 9  | Jorge Navarro       | Federal Oil Gresini        | Kalex Moto2        | 18   | +19.990   | 12º     | 3     |
| 14º  | 73 | Álex Márquez        | EG 0,0 Marc VDS            | Kalex Moto2        | 18   | +21.751   | 2º      | 2     |
| 15º  | 49 | Axel Pons           | RW Racing GP               | Kalex Moto2        | 18   | +22.174   | 18º     | 1     |
| 16º  | 40 | Fabio Quartararo    | Pons HP40                  | Kalex Moto2        | 18   | +24.145   | 23º     |       |
| 17º  | 55 | Hafizh Syahrin      | Petronas Raceline Malaysia | Kalex Moto2        | 18   | +25.010   | 21º     |       |
| 18º  | 32 | Isaac Viñales       | BE-A-VIP SAG               | Kalex Moto2        | 18   | +26.711   | 15º     |       |
| 19º  | 45 | Tetsuta Nagashima   | Teluru SAG                 | Kalex Moto2        | 18   | +30.680   | 25º     |       |
| 20º  | 87 | Remy Gardner        | Tech 3 Racing              | Tech 3 Mistral 610 | 18   | +30.825   | 19º     |       |
| 21º  | 20 | Joe Roberts         | AGR Team                   | Kalex Moto2        | 18   | +34.698   | 28º     |       |
| 22º  | 57 | Edgar Pons          | Pons HP40                  | Kalex Moto2        | 18   | +35.502   | 22º     |       |
| 23º  | 5  | Andrea Locatelli    | Italtrans Racing           | Kalex Moto2        | 18   | +35.988   | 27º     |       |
| 24º  | 15 | Alex De Angelis     | Tasca Racing               | Kalex Moto2        | 18   | +38.943   | 24º     |       |
| 25º  | 94 | Jake Dixon          | Dynavolt Intact GP         | Suter MMX2         | 18   | +44.079   | 31º     |       |
| 26º  | 37 | Augusto Fernández   | Speed Up Racing            | Speed Up SF7       | 18   | +44.197   | 29º     |       |
| 27º  | 2  | Jesko Raffin        | Garage Plus Interwetten    | Kalex Moto2        | 18   | +46.849   | 30º     |       |
| 28º  | 89 | Khairul Idham Pawi  | Idemitsu Honda Team Asia   | Kalex Moto2        | 18   | +47.110   | 32º     |       |
| 29º  | 7  | Lorenzo Baldassarri | Forward Racing             | Kalex Moto2        | 18   | +1'04.182 | 7º      |       |
| 30º  | 6  | Tarran Mackenzie    | Kiefer Racing              | Suter MMX2         | 18   | +1'32.304 | 26º     |       |

### Ritirati
| Nº | Pilota         | Squadra                 | Motocicletta | Giri | Griglia |
| -- | -------------- | ----------------------- | ------------ | ---- | ------- |
| 11 | Sandro Cortese | Dynavolt Intact GP      | Suter MMX2   | 13   | 16º     |
| 27 | Iker Lecuona   | Garage Plus Interwetten | Kalex Moto2  | 7    | 17º     |

## Moto3
Nella gara della classe di minore cilindrata, terza vittoria stagionale e di carriera per Arón Canet con la Honda NSF250R del team Estrella Galicia 0,0 che realizza una doppietta con il secondo posto dell'italiano Enea Bastianini. Terzo posto a Jorge Martín autore del giro più veloce. La gara è stata interrotta con bandiera rossa, un giro prima del termine, per un incidente al pilota Juanfran Guevara.
Mir, guadagna qualche punto chiudendo quinto davanti a Romano Fenati, autore della pole position, e rafforza ulteriormente la sua leadership nella classifica mondiale portandosi a 226 punti. Seguono Arón Canet al secondo posto con 162 Punti e Fenati con 160.
Per quanto concerne i costruttori, la Honda si prende tutti i posti sul podio anche in questo evento. Migliore dei piloti KTM è l'argentino Gabriel Rodrigo che chiude quarto e ottiene il miglior piazzamento in gara della sua carriera nel Motomondiale.

### Arrivati al traguardo
| Pos. | Nº | Pilota                 | Squadra                    | Motocicletta   | Giri | Tempo     | Griglia | Punti |
| ---- | -- | ---------------------- | -------------------------- | -------------- | ---- | --------- | ------- | ----- |
| 1º   | 44 | Arón Canet             | Estrella Galicia 0,0       | Honda NSF250R  | 16   | 35'53.028 | 16º     | 25    |
| 2º   | 33 | Enea Bastianini        | Estrella Galicia 0,0       | Honda NSF250R  | 16   | +0.063    | 15º     | 20    |
| 3º   | 88 | Jorge Martín           | Del Conca Gresini          | Honda NSF250R  | 16   | +0.111    | 8º      | 16    |
| 4º   | 19 | Gabriel Rodrigo        | RBA BOE Racing             | KTM RC 250 GP  | 16   | +0.232    | 3º      | 13    |
| 5º   | 36 | Joan Mir               | Leopard Racing             | Honda NSF250R  | 16   | +0.455    | 2º      | 11    |
| 6º   | 11 | Livio Loi              | Leopard Racing             | Honda NSF250R  | 16   | +0.520    | 13º     | 10    |
| 7º   | 5  | Romano Fenati          | Marinelli Rivacold Snipers | Honda NSF250R  | 16   | +0.678    | 1º      | 9     |
| 8º   | 16 | Andrea Migno           | SKY Racing Team VR46       | KTM RC 250 GP  | 16   | +0.702    | 6º      | 8     |
| 9º   | 65 | Philipp Öttl           | Südmetall Schedl GP Racing | KTM RC 250 GP  | 16   | +1.200    | 14º     | 7     |
| 10º  | 21 | Fabio Di Giannantonio  | Del Conca Gresini          | Honda NSF250R  | 16   | +1.461    | 12º     | 6     |
| 11°  | 24 | Tatsuki Suzuki         | SIC58 Squadra Corse        | Honda NSF250R  | 16   | +1.755    | 18º     | 5     |
| 12º  | 7  | Adam Norrodin          | SIC Racing                 | Honda NSF250R  | 16   | +2.055    | 25º     | 4     |
| 13°  | 17 | John McPhee            | British Talent             | Honda NSF250R  | 16   | +2.196    | 4º      | 3     |
| 14°  | 41 | Nakarin Atiratphuvapat | Honda Team Asia            | Honda NSF250R  | 16   | +3.812    | 23º     | 2     |
| 15º  | 96 | Manuel Pagliani        | CIP                        | Mahindra MGP3O | 16   | +3.860    | 29º     | 1     |
| 16°  | 23 | Niccolò Antonelli      | Red Bull KTM Ajo           | KTM RC 250 GP  | 16   | +4.292    | 5°      |       |
| 17°  | 48 | Lorenzo Dalla Porta    | Aspar Mahindra             | Mahindra MGP3O | 16   | +4.560    | 21º     |       |
| 18º  | 71 | Ayumu Sasaki           | SIC Racing                 | Honda NSF250R  | 16   | +4.582    | 19º     |       |
| 19º  | 12 | Marco Bezzecchi        | CIP                        | Mahindra MGP3O | 16   | +4.678    | 24º     |       |
| 20º  | 8  | Nicolò Bulega          | SKY Racing Team VR46       | KTM RC 250 GP  | 16   | +4.597    | 7º      |       |
| 21º  | 69 | Tom Booth-Amos         | City Lifting/RS Racinfìg   | KTM RC 250 GP  | 16   | +57.982   | 32º     |       |
| 22º  | 95 | Jules Danilo           | Marinelli Rivacold Snipers | Honda NSF250R  | 16   | +15.552   | 17º     |       |
| 23º  | 84 | Jakub Kornfeil         | Peugeot MC Saxoprint       | Peugeot        | 16   | +17.687   | 31º     |       |
| 24º  | 4  | Patrik Pulkkinen       | Peugeot MC Saxoprint       | Peugeot        | 16   | +18.671   | 33º     |       |
| 25º  | 14 | Tony Arbolino          | SIC58 Squadra Corse        | Honda NSF250R  | 16   | +19.339   | 26º     |       |
| 26°  | 75 | Albert Arenas          | Aspar Mahindra             | Mahindra MGP3O | 16   | +22.584   | 27º     |       |
| 27ª  | 6  | María Herrera          | AGR Team                   | KTM RC 250 GP  | 16   | +24.434   | 22ª     |       |

### Ritirati
| Nº | Pilota           | Squadra                  | Motocicletta  | Giri | Griglia |
| -- | ---------------- | ------------------------ | ------------- | ---- | ------- |
| 58 | Juanfran Guevara | RBA BOE Racing           | KTM RC 250 GP | 15   | 9º      |
| 64 | Bo Bendsneyder   | Red Bull KTM Ajo         | KTM RC 250 GP | 15   | 10º     |
| 47 | Jake Archer      | City Lifting/RS Racinfìg | KTM RC 250 GP | 13   | 30º     |
| 42 | Marcos Ramírez   | Platinum Bay Real Estate | KTM RC 250 GP | 12   | 20º     |
| 27 | Kaito Toba       | Honda Team Asia          | Honda NSF250R | 9    | 11º     |
| 15 | Jaume Masiá      | Platinum Bay Real Estate | KTM RC 250 GP | 5    | 28°     |